# هامسون (فیلم)
هامسون (انگلیسی: Hamsun) فیلمی به کارگردانی یان تروئل است که در سال ۱۹۹۶ منتشر شد. از بازیگران آن می‌توان به مکس فون سیدو اشاره کرد.